# Bühelhäuser
Die Bühelhäuser sind eine Siedlung in der Gemeinde Aigen-Schlägl im Bezirk Rohrbach in Oberösterreich.

## Geographie

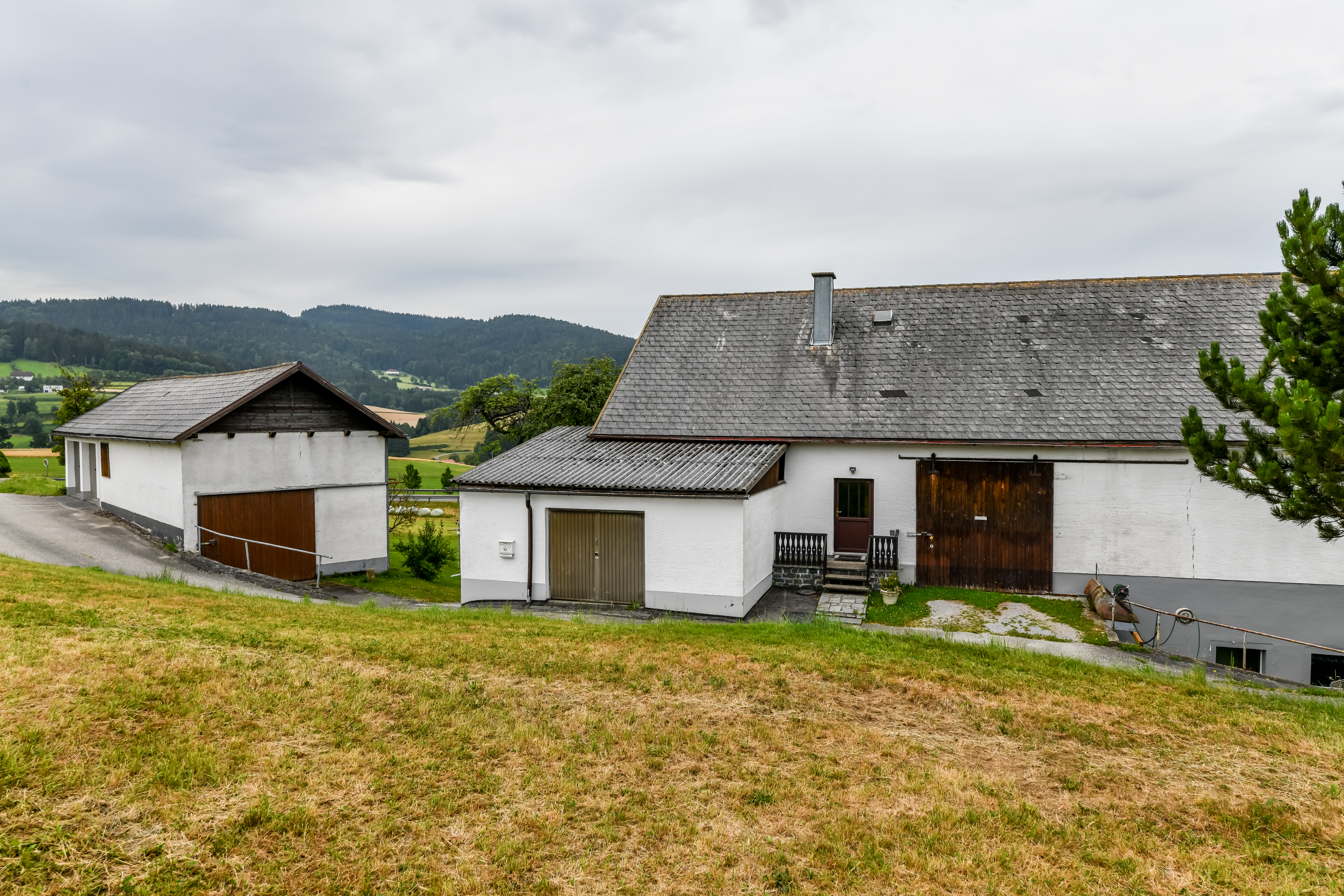
Hof in den Bühelhäusern von Osten

Der Weiler Bühelhäuser befindet sich nordwestlich des Gemeindehauptorts Aigen im Mühlkreis und gehört zur Ortschaft Rudolfing. Er liegt im Einzugsgebiet des Schindlaubachs. Die Bühelhäuser sind Teil der 22.302 Hektar großen Important Bird Area Böhmerwald und Mühltal.

## Geschichte
Bis zur Gemeindefusion von Aigen im Mühlkreis und Schlägl am 1. Mai 2015 gehörten die Bühelhäuser zur Gemeinde Aigen im Mühlkreis.